# Sweet the Sting
Sweet the Sting è un singolo della cantautrice statunitense Tori Amos, pubblicato nel 2005 ed estratto dall'album The Beekeeper.

## Tracce
- CD Promo

1. Sweet the Sting – 4:14

## Formazione
- Tori Amos – piano, organo Hammond, voce
- Matt Chamberlin – batteria
- Jon Evans – basso
- Mac Aladdin – chitarra acustica, chitarra elettrica
- London Community Gospel Choir – cori